# KY Cygni

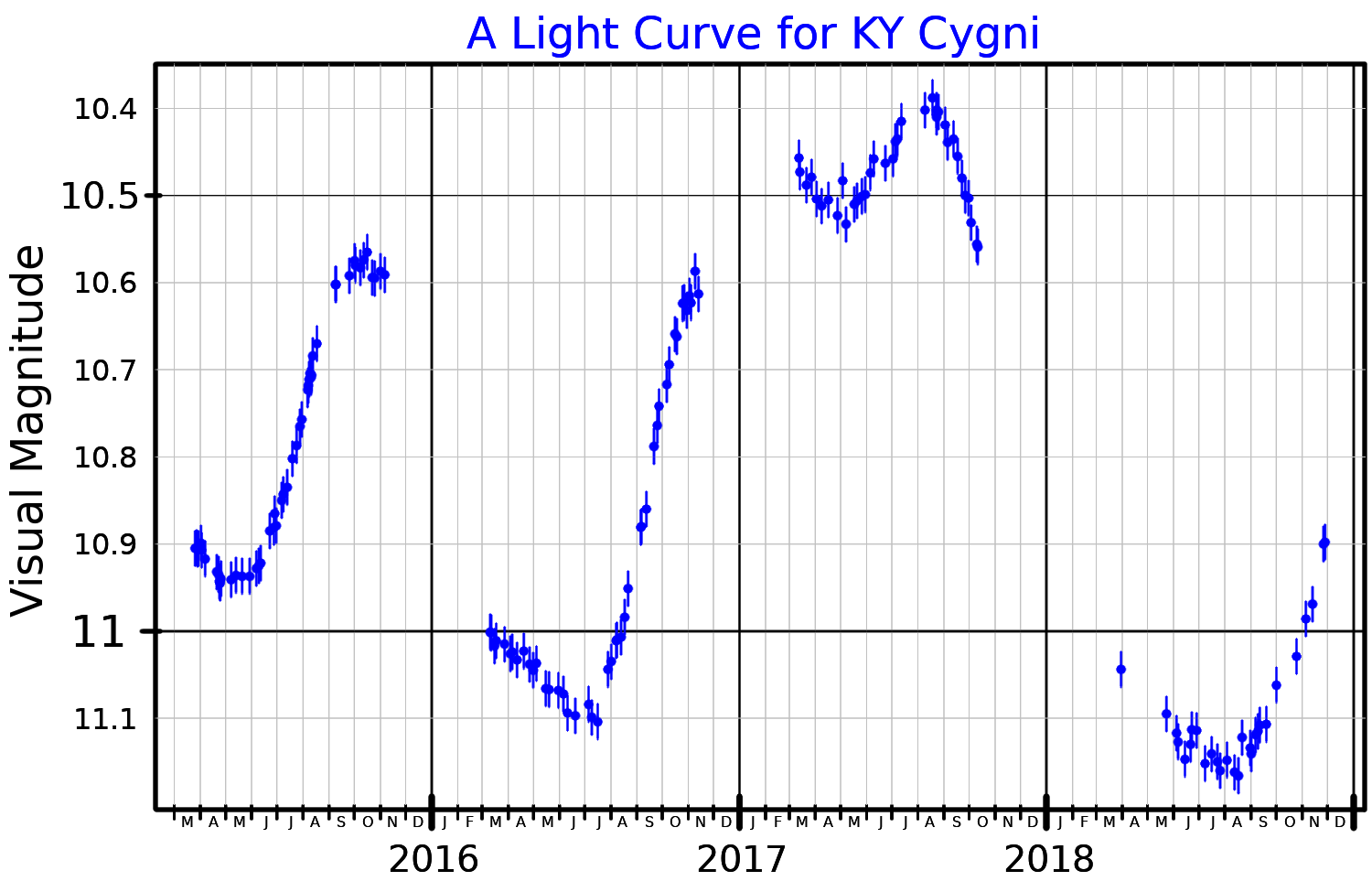
Lichtkromme van KY Cyg

KY Cygni is een rode hyperreus in het sterrenbeeld Cygnus, op 4877 lichtjaar van de Aarde. Metingen en waarden over KY Cygni zijn heel onzeker en daardoor ook niet sluitend of precies. KY Cygni is met zijn straal van 1420-2850 zonneradii een van de grootste bekende sterren.